# Pfarrhaus Krombach (Unterfranken)

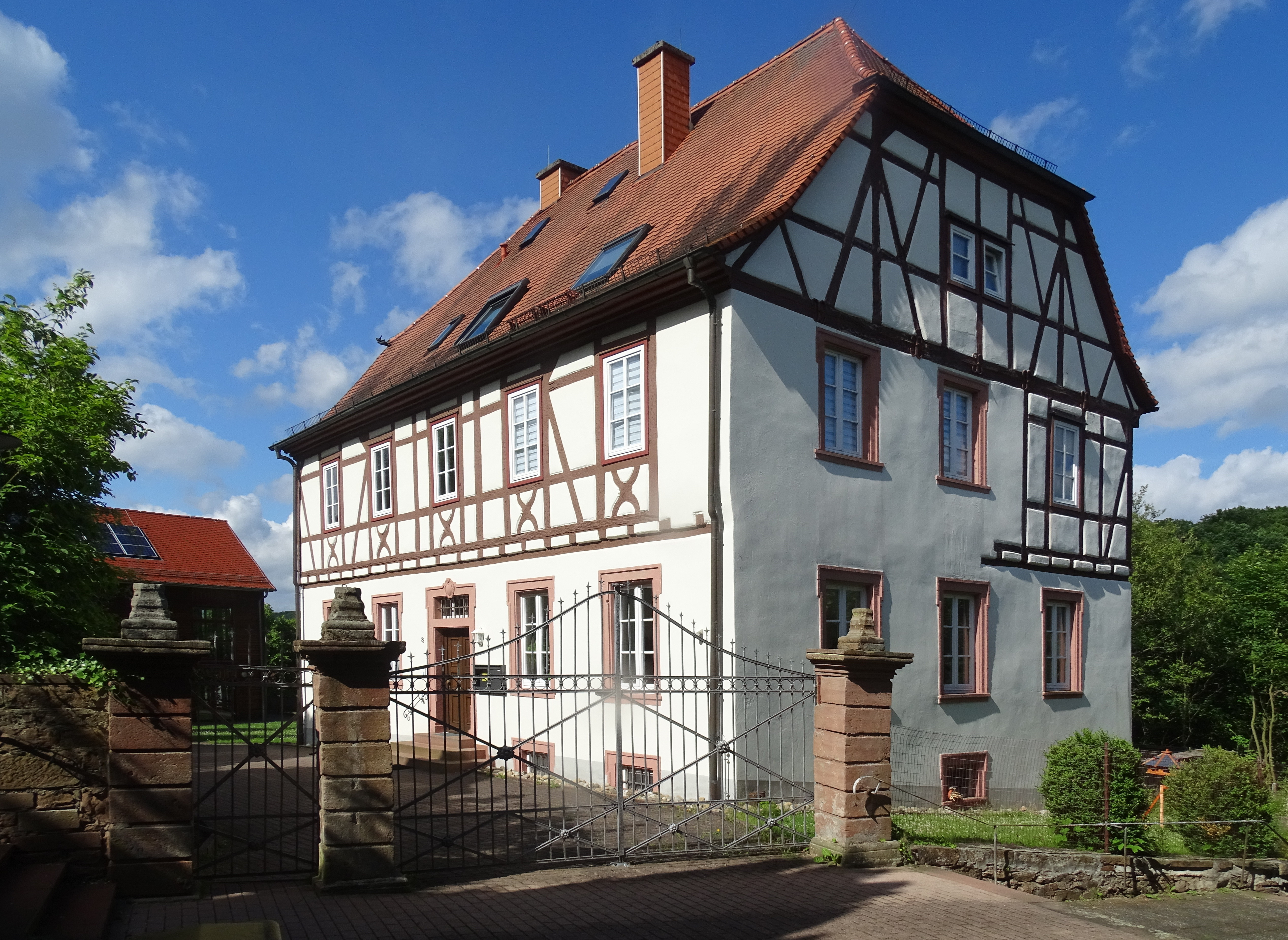
Pfarrhaus in Krombach

Das Pfarrhaus in Krombach, einer Gemeinde im unterfränkischen Landkreis Aschaffenburg in Bayern, wurde 1722 errichtet. Das Pfarrhaus am Schulberg 8, neben der katholischen Pfarrkirche St. Lambertus und St. Sebastian, ist ein geschütztes Baudenkmal.
Der Halbwalmdachbau mit Fachwerkobergeschoss besitzt drei zu fünf Fensterachsen. Die Fenster und der Eingang haben Umrahmungen aus heimischem Sandstein.